# Ernest McLean
Ernest McLean (* 1926 in New Orleans; † 24. Februar 2012 in Los Angeles) war ein einflussreicher amerikanischer R&B-Gitarrist. Er war Mitglied der Studio Band der J&M Recording Studios von Cosimo Matassa in New Orleans.
Ernest McLean lernte das Gitarrenspiel als Elfjähriger zusammen mit seinem Vater, der in einer staatlichen Band das Instrument übernehmen sollte. McLean wurde in den späten 1940ern von Dave Bartholomew in dessen Band aufgenommen, als dieser begann, bei Cosimo Matassa Rhythm and Blues aufzunehmen. Unter den Titeln mit McLeans Beteiligung waren so prominente Hits wie The Fat Man von Fats Domino und Lawdy Miss Clawdy von Lloyd Price. Seine Mitspieler hielten ihn für den besten Gitarristen seiner Zeit in New Orleans. So konnte er auf Zuruf jeden Akkord nach Belieben variieren und transponieren, aber auch fehlende Instrumentalparts spontan mit übernehmen.
In den späten 1950ern folgte er dem Schlagzeuger Earl Palmer nach Los Angeles, der dort ein gefragter Studiomusiker wurde. McLean hingegen heuerte in der Band von Earl Bostic an. Wenige Jahre später stellte ihn das Disneyland Resort an, wo er die nächsten 30 Jahre Jazz-Standards zum Besten gab. Einer der wenigen Studiobesuche war jener für die Aufnahmen von Dr. Johns erstem Album Gris Gris, auf dem er neben der Gitarre auch erstmals die Mandoline spielte.